# کلینگان (سرباز)
کلینگان یا کلینکان روستایی در دهستان کیشکور بخش کیشکور شهرستان سرباز استان سیستان و بلوچستان ایران است.

## جمعیت
بر پایه سرشماری عمومی نفوس و مسکن در سال ۱۳۹۵ جمعیت این روستا ۴۵ نفر (۱۰خانوار) بوده‌است.